# Stadio Guido Teghil
Lo stadio Guido Teghil è un impianto sportivo polifunzionale sito nel comune italiano di Lignano Sabbiadoro, nell'ex provincia di Udine.

## Storia
L'impianto è intitolato alla memoria di Guido Teghil, primo sindaco di Lignano Sabbiadoro scomparso prematuramente in un incidente stradale, e negli anni ha ospitato numerose squadre sportive locali.
Nel 2019 ha ospitato alcuni incontri della Nazionale di rugby a 13 dell'Italia.
Durante l'estate nell'impianto vengono organizzati numerosi concerti: tra gli artisti che vi si sono esibiti si annoverano Vasco Rossi nel 2016, 2018 e 2019, Tiziano Ferro nel 2017 e nel 2023, Cesare Cremonini nel 2018, 2022 e 2025, i Negramaro nel 2018, Ultimo nel 2019, nel 2023 e nel 2025 e, infine, i Måneskin nel 2022.

### L'avvento del Pordenone
Nel 2020, dopo il mancato accordo con il comune di Fontanafredda per l'uso dello stadio Omero Tognon, il Pordenone Calcio (alla ricerca di un nuovo campo presso cui giocare le proprie partite interne nel campionato di Serie B) ha deciso di stabilirsi al Teghil.
Ciò ha comportato per l'impianto la necessità di ampi ammodernamenti per ottenere l'omologazione per ospitare partite di Serie B: i lavori, finanziati con 900.000 euro a carico di amministrazione comunale e regionale, hanno incluso il rifacimento del terreno erboso, l'attivazione di nuovi impianti di illuminazione e videosorveglianza, il potenziamento dei locali tecnici (sala stampa, sala GOS, spogliatoi), l'installazione di nuovi arredi (panchine a bordocampo e nuovi seggiolini su tutte le gradinate), la riconfigurazione degli spalti esistenti (con revisione dei varchi d'accesso, rafforzamento dei servizi, posa di recinzioni, tornelli, installazione di spazi per gli operatori giornalistici e radiotelevisivi), la messa in opera di una nuova gradinata prefabbricata da 800 posti (così da raggiungere un totale di 5000 sedute), l'apertura di nuovi parcheggi e altre opere accessorie.
Dopo aver giocato le prime due giornate del campionato 2020-2021 in trasferta, il Pordenone ha esordito nel rinnovato Teghil il 17 ottobre 2020, pareggiando per 3-3 contro la S.P.A.L..